# NGC 1316

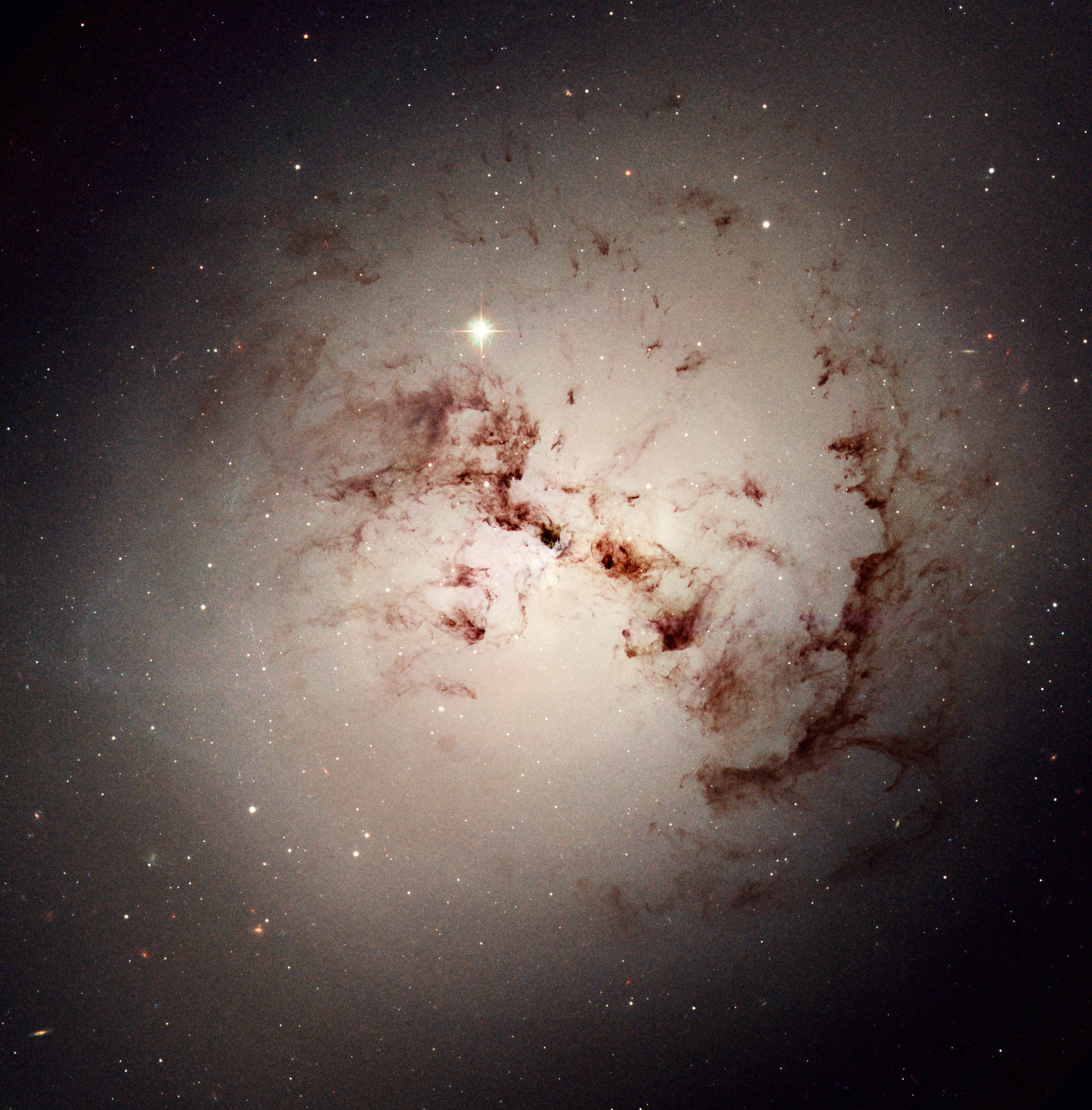
NGC 1316

NGC 1316 (também conhecida como Fornax A) é uma galáxia localizada a 70 milhões de anos-luz da Terra.